# Bürgergehorsam (Osnabrück)

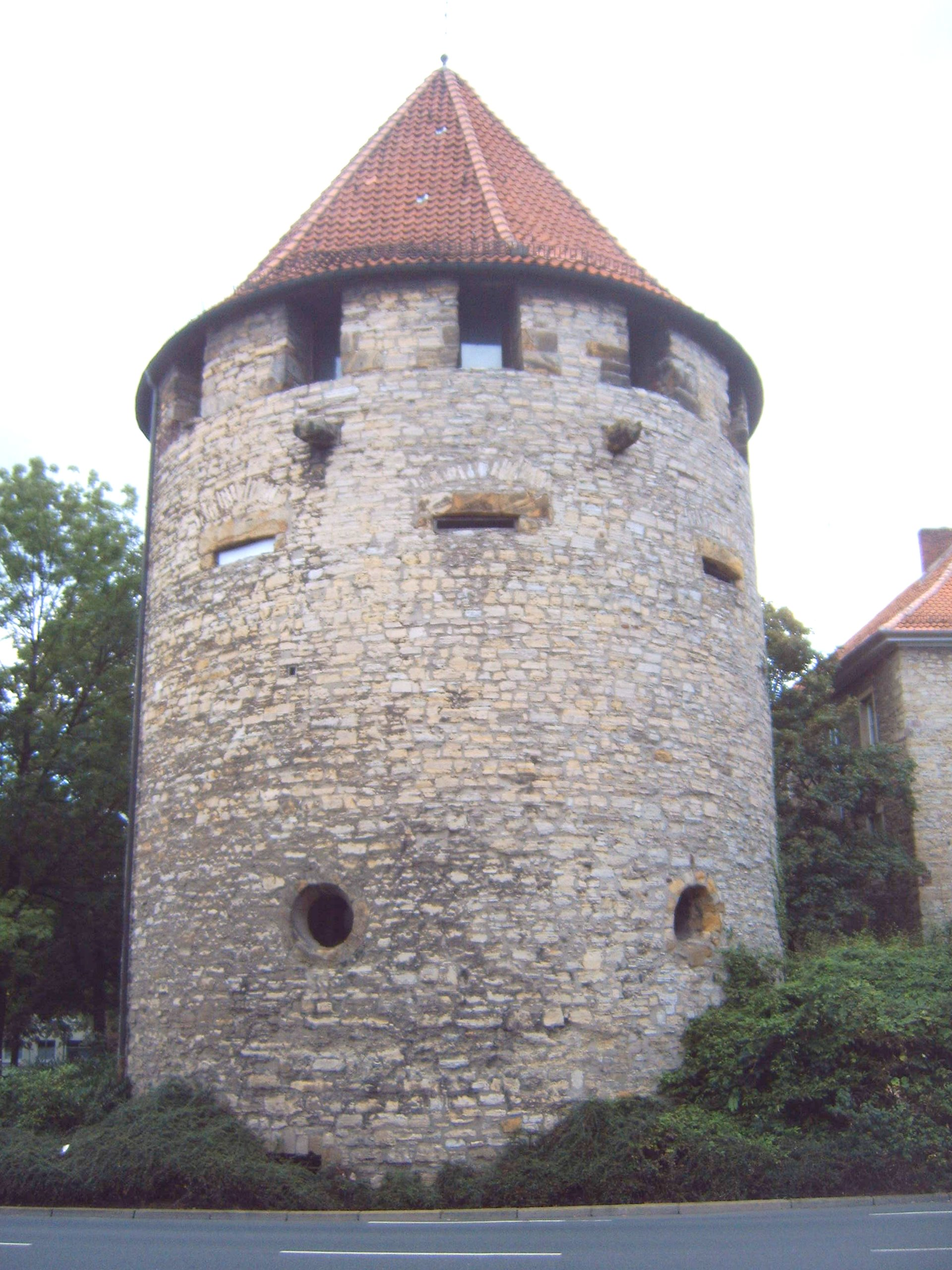
Bürgergehorsam – Westseite

Der Bürgergehorsam ist ein historischer Wehrturm in Osnabrück.
Der Name des zu den ehemaligen Wehranlagen der Stadt gehörenden Turms geht auf seine zeitweilige Funktion als Bürgergehorsam zurück.
Der Turm entstand zwischen 1517 und 1519. Er ist damit der jüngste der großen Wehrtürme Osnabrücks. Zunächst erhielt der Turm ein leicht gewölbtes Dach. Bei einer Erneuerung im Jahr 1542 wurde der Turm um einen Meter erhöht. Zugleich erhielt er ein steiles Dach mit Bleiabdeckung. In dieser Form blieb der Turm bis heute erhalten, das Dach ist inzwischen mit Ziegeln gedeckt. Die Mauern sind bis zu 3,50 Meter stark. Die im Verhältnis zu den früher gebauten Wehrtürmen deutlich größeren Schießscharten und die Pulverabzugsöffnungen sind ein Hinweis auf die Anwendung von Kanonen.
Ursprünglich war der Turm in die Stadtverteidigung eingebunden. Ein Maueransatz zeigt noch heute die Anbindung der nicht mehr bestehenden Stadtmauer. In das Turminnere gelangt man auch heute nur über eine Tür im ersten Stock. Während man in der Vergangenheit dorthin über die übrigen Wehranlagen gelangte, führt heute eine im Jahr 1977 entstandene eiserne Wendeltreppe zur Tür.
Der Turm mit seinem Räumen wird öfters für verschiedene Kunstinstallationen verwendet. So platzierte die Künstlerin Elisabeth Lumme im Jahr 2010 im Verlies zahlreiche Kopfkissen.
1954 wurde der Turm „Bürgergehorsam“ mit dem Schriftzug „Ewig deutscher Osten“ zu einem Vertriebenendenkmal gestaltet. Die Einweihung des Schriftzugs erfolgte am 12. September 1954 zum Tag der Heimat durch Linus Kather. Der Schriftzug wurde im November 1992 abmontiert.
Von 1981 bis in die 1990er Jahre beherbergte der Wehrturm die Ostdeutsche Lehrschau mit „Trachten aus Oberschlesien, Spitzen aus dem Erzgebirge, Bernstein aus Danzig und andere[m] Kulturgut“. Der Verbleib der Bestände ist ungeklärt.